# Waterloo Bridge (film)
Cet article concerne le film de 1931. Pour le remake de 1940, voir La Valse dans l'ombre. Pour le pont de Londres, voir Waterloo Bridge.
Pour plus de détails, voir Fiche technique et Distribution.
Waterloo Bridge est un film américain réalisé par James Whale, sorti en 1931.

## Synopsis
Alors que la Première Guerre mondiale vient d'éclater,  Myra Deauville, une choriste américaine sans travail, se prostitue pour subvenir à ses besoins. Elle rencontre parfois ses clients sur le Waterloo Bridge, principal point d'entrée dans la ville de Londres pour les soldats en permission. Lors d'un raid aérien, elle fait la connaissance d'un autre Américain, Roy Cronin, membre de l'armée canadienne. Distraite de ses plans initiaux par le raid aérien, elle ne tente pas de le solliciter, et le jeune soldat naïf ignore tout de sa profession. Après la fin du bombardement, Roy l'escorte jusqu'à son appartement, où ils dînent ensemble.
Se décrivant simplement comme une choriste au chômage, Myra gagne la sympathie de Roy. Il lui propose de payer son loyer en retard mais elle rejette son offre. Après le signal de fin d'alerte, Roy s'en va et Myra retourne dans la rue. Le lendemain matin, Roy retourne la voir et sa propriétaire, Mme Hobley, le laisse entrer dans son appartement. Il y rencontre Kitty, l'amie et voisine de Myra, qui lui dit que Myra a besoin de quelqu'un pour l'aimer et la protéger. Plus tard, Myra reproche à Kitty de s'être mêlée de ses affaires et rejette son conseil d'épouser Roy pour s'assurer un meilleur avenir.
Roy emmène Myra rendre visite à sa famille dans leur propriété de campagne, où il la demande en mariage. Plus tard dans la nuit, elle révèle à Mary, la mère de Roy, la vérité sur elle-même. Mary se montre compréhensive mais implore Myra de ne pas épouser Roy. Le lendemain matin, Myra s'éclipse et retourne à Londres par train. Roy finit par lui rendre visite et lui demande d'expliquer son brusque départ. Comme il est sur le point de retourner sur les champs de bataille en France, il supplie Myra de l'épouser immédiatement. Elle accepte d'abord mais après lui avoir demandé d'attendre dehors dans le hall, elle change d'avis et s'enfuit par la fenêtre de l'appartement. En quête du loyer, Mme Hobley entre et croyant que Myra s'est enfuie pour éviter ses obligations financières, révèle sa véritable profession à Roy.
Bien que choqué, Roy cherche Myra et finit par la retrouver sur le pont de Waterloo, où il lui dit qu'il l'aime toujours et qu'il veut l'épouser. La police militaire insiste pour que Roy rejoigne un camion de soldats en partance ou soit considéré comme déserteur, et une fois qu'il a obtenu la promesse de Myra de l'épouser à son retour, il part. Les sirènes du raid aérien retentissent et, alors que Myra cherche un abri, elle est tuée par une bombe.

## Fiche technique
- Titre original : Waterloo Bridge
- Réalisation : James Whale
- Scénario : Benn W. Levy et Tom Reed d'après une pièce de Robert E. Sherwood
- Photographie : Arthur Edeson
- Montage : Clarence Kolster et James Whale (non crédité)
- Musique : Val Burton (non crédité)
- Direction artistique : Charles D. Hall
- Producteur : Carl Laemmle Jr.
- Société de production : Universal Pictures
- Société de distribution : Universal Pictures
- Langue : Anglais
- Pays de production : États-Unis
- Format : Noir et blanc — 35 mm — 1,20:1 — Son : Mono  (Western Electric Sound System)
- Genre : Film dramatique, Film de guerre
- Durée : 81 minutes
- Date de sortie : 
  - États-Unis : 1er septembre 1931

## Distribution
- Mae Clarke : Myra Deauville
- Douglass Montgomery : Roy Cronin
- Doris Lloyd : Kitty
- Frederick Kerr : Major Fred Wetherby
- Enid Bennett : Mme Mary Cronin Wetherby
- Bette Davis : Janet Cronin
- Ethel Griffies : Mrs. Hobley, Propriétaire
- Rita Carlyle : La vieille femme
- Ruth Handforth : Augusta, la bonne

## Remake
- La Valse dans l'ombre (Waterloo Bridge) de Mervyn LeRoy (1940) avec Vivien Leigh et Robert Taylor
- Gaby de Curtis Bernhardt (1956) avec Leslie Caron et John Kerr